# Andrei Donos
Andrei Donos (n. 21 octombrie 1956, Țînțăreni, raionul Telenești, RSS Moldovenească, URSS) este un cântăreț de operă din Republica Moldova.
În perioada 1977-1978 a studiat canto la Colegiul de muzică „Ștefan Neaga”, iar în 1978-1985 - Conservatorul de Stat „Gavriil Musicescu” din Chișinău, unde i-a avut în calitate de profesori pe Vladimir Dragoș și Boris Miliutin.
În 1984, încă fiind student, este angajat ca solist la Opera Națională din Chișinău. Tocmai pe atunci, a participat la concursul unional „M. Glinka”, unde talentul său a fost remarcat de către Maria Bieșu. Primadona l-a și adus în teatru. Primul rol a fost în opera „Trubadurul”, unde a evoluat în rolul Contelui de Luna, sub bagheta dirijorului Lev Gavrilov.

## Activitate
A participat din partea Republica Moldova, propus de către Ministerul Culturii la patru Concursuri Unionale Mihail Glinka (URSS)
1. 1984- Armenia (Erevan)
2. 1987-Azerbaijan (Bacu) - Diploma de onoare
3. 1989-Letonia (Riga)
4. 1991-Ucraina (Livov), concurs International -Diploma de onoare
5. 1992-propus de Ministerul Culturii a Republica Moldova pentru preselecția Concursului Internațional din Tuluz -Franța, preselecția a avut loc la Sala cu Orga din Chișinău ,Președintele juriului-Maria Bieșu.
6. Concursul Republican a vocaliștilor A. Stircea -Lauriat
7. Concursul Interrepublican a vocaliștilor : Moldova, Lituania, Letonia, Estonia ,Ucraina , Belorusia  -Laureat.
8. 1996 -Festivalul Mondial de muzica corală ,Atena , Grecia cîntată “Carmina Burana “ de Carl Orff. Orchestra și Corul filarmonicii Transilvania ,Cluj-Napoca ,Romania , dirijor -Cristian Florea -Spania.
9. 1991 -Festivalul International G.Enescu -România-București -Sala Palatului,
10. Spectacolul “La Forza del Destino” de G.Verdi rolurile principale fiind interpretate:

- Leonora de Vargas-Maria Bieșu
- Alvaro-Mihai Munteanu
- Don Carlo-Vladimir Dragoș
- Fra Melitone -Andrei Donos
- Regizor -Eugen Platon

## Distincții
- 1994 -titlul onorific - Maestru in Arta
- 2009 -titlul onorific - Artist al Poporului
- 2014 -mentionat cu Diploma Guvernului R.Moldova  de Gradul I
- 2020 -Gala Premiilor UNITEM Premiul Eugeniu Ureche
- Membru al Uniunii Teatrale din R.Moldova
- Membu al Uniunii Muzicienilor din R.Moldova

## Repertoriu
- Rigoletto –“Rigoletto’ de G.Verdi
- Renato- “Bal Mascat” de G. Verdi
- Nabucco-  “Nabucco” de G. Verdi
- Macbeth –“Macbeth” de G.Verdi
- Germont –“Traviata” de G.Verdi
- Contele di Luna –“Trubadurul “de G.Verdi
- Amonastro-  “Aida” G.Verdi
- Tonio – “ Paiate”de R.Leoncavallo
- Figaro –“Barbierul din Sevilla” de G.Rossini
- Alfio –“Cavalleria Rusticana” de P.Mascagni
- Charples – “Madama Butterfly” de G. Puccini
- Scarpia – “Tosca “ de G. Puccini
- Prologul si Tonio – “Paiate” de R.Leoncavallo
- Michonnet – “Adriana Lecouvreur “ de F. Cllea
- Spancioc –“Alexandru Lapusneanu” de Gh. Mustea
- Dragos – Alexandru Lapusneanu “ de Gh. Mustea
- Tomski – “Dama de Pica” de P.Ceaikovski
- Lordul Enrico Asthon  - “Lucia de Lammermoor “ de F.Cilea
- Carmina Burana  -de C.Orff
- Requiem  -de G.Verdi
- Melitone – “Forta destinlui “ de G. Verdi
- Di Poza – “ Don Carlos “ de G.Verdi
- Stefanita  - “Petru Rares “ de E.Caudella
- Budulai  --"Tiganul” de L. Calinin  - Rostov pe Don ,Rusia.